# 선셋 스트립 (2000년 영화)
《선셋 스트립》(영어: Sunset Strip)은 미국에서 제작된 애덤 콜리스 감독의 2000년 코미디 드라마 영화이다. 애나 프릴, 재러드 레토, 토미 플래너건, 애덤 골드버그, 닉 스톨, 로리 코크런, 사이먼 베이커 등이 출연하였고, 아트 린슨 등이 제작에 참여하였다. 이 영화는 1972년을 배경으로 한다. 1998년 11월 9일 촬영이 시작되어 1999년 1월 11일 촬영이 끝났다. 20세기 폭스에서 배급을 맡았다.

## 출연진
- 애나 프릴
- 재러드 레토
- 토미 플래너건
- 애덤 골드버그
- 닉 스톨
- 로리 코크런
- 사이먼 베이커
- 대런 E. 버로스
- 존 랜돌프
- 스테퍼니 로머노프
- 메리 린 라이스커브

## 기타 제작진
- 배역: 돈 필립스
- 미술: 신시아 셔렛
- 의상: 하 윈